# Donna forzuta

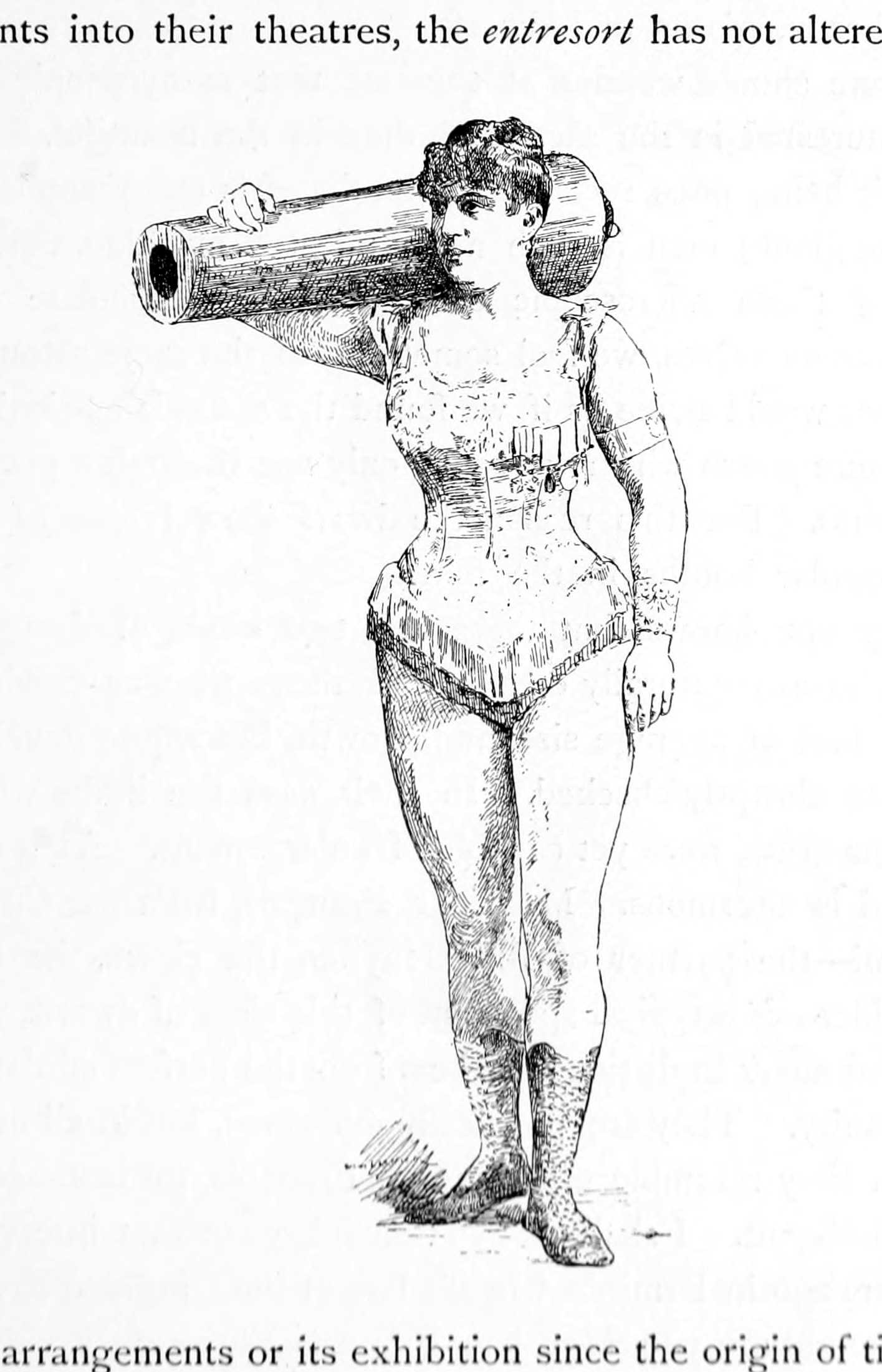
Illustrazione di una strongwoman

Una donna forzuta (nota anche come strongwoman) è una donna che compie prodezze di forza in uno spettacolo o una donna che gareggia nelle prove di forza nel mondo dell'atletica. Tradizionalmente le donne forzute hanno avuto un fascino speciale, poiché le donne coinvolte in dimostrazioni di forza erano ritenute dai più eccezioni.

## Donne forzute tradizionali
Tradizionalmente le donne forzute erano presenti come artiste dei circhi, nei vaudeville, nelle sale da musica o in altri luoghi ricreativi e si impegnavano in prodezze come sollevamento del bilanciere e la giocoleria umana.
Alcune famose donne forzute tradizionali includono:
- Minerva (Josephine Blatt nata come Wohlford), (1869 – 1923) nata a New Jersey.[6]
- Charmion (Laverie Vallee nata come Cooper), (1875 – 1949) nata a Sacramento, California.[7]
- Vulcana (Kate Williams aka Kate Roberts), (1875 – 1946) nata a Abergavenny, Galles.[8]
- Katie Sandwina, (1884 – 1952) nata a Vienna, Austria.[9]
- Joan Rhodes, (1920 – 2010) nata a Londra, Inghilterra.[10]
- Beth Phoenix (1980 –) nata a Elmira, New York[11]

## Tempi moderni

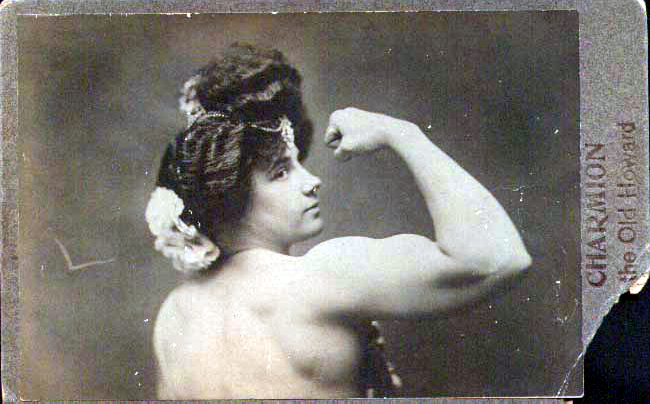
Charmion (1875 - 1949), vaudeville strongwoman e trapezista

Negli ultimi anni il termine strongwoman è arrivato a riferirsi alle donne che competono in eventi come le gare annuali della World's Strongest Woman (WSW), sponsorizzato dalla International Federation of Strength Athletes (IFSA), e trasmesse a livello nazionale su ESPN. Le Strongwomen gareggiano nello sport di Strongman, diventato popolare tra le atlete di forza nei primi anni del XXI secolo, con diverse competizioni statali e sponsorizzazioni a livello nazionale che danno alle atlete l'opportunità di competere come professioniste. Nel marzo 2017 l'annuale Arnold Classic ha ospitato la sua prima competizione professionale per donne forzute. In questi concorsi, le partecipanti competono negli stessi tipi di eventi che possono essere trovati in una competizione Strongman.

## Formazione
Le donne che gareggiano come Strongwoman (donne forti) devono essere esperte negli stili e nelle tecniche del sollevamento pesi, nel sollevamento pesi olimpico e nelle tecniche sviluppate per gli eventi che compongono una competizione Strongman. Oltre a sviluppare la tecnica corretta come base fondamentale, le atlete devono anche sviluppare la resistenza fisica attraverso un allenamento cardiovascolare. Essere in grado di adattarsi agli attrezzi è importante in quanto la tecnica utilizzata è impegnativa e non è facilmente disponibile nelle palestre comuni.